# Йель-Боул
Йель-Боул (англ. Yale Bowl, букв. «Йельская чаша») — футбольный стадион в Нью-Хейвене.
Стадион, построенный в 1914 году, расположен у границ с городом Уэст-Хейвен примерно в 2,5 км от главного здания Йельского университета. Первоначальная вместимость составляла 70 869 мест, но после реконструкции и модернизации уменьшилась до 61 446. Стоимость строительства составила около $750 000.
Стадион является домашней ареной для футбольной команды университета, в 1973—1974 годах на стадионе играла профессиональная команда «Нью-Йорк Джайентс» из НФЛ, а в 1977 году — «Коннектикут Байсентенниалс» из САФЛ. В 1987 году стадион был объявлен национальным историческим памятником.
В 1995 году на стадионе проходили Специальные Олимпийские игры, где принимают участие люди с ограниченным интеллектом. Кроме спортивных состязаний, на стадионе проходят и концертные выступления.

## Галерея
- Вид на стадион снаружи
- Полупустой стадион
- Полный стадион
- Вид стадиона с высоты птичьего полета